# Eyjafjörður
Eyjafjörður ([ˈeːijaˌfjœrðʏr̥]ⓘ) es el fiordo más largo de Islandia septentrional. Se encuentra en la segunda zona más poblada de la isla, en el municipio de Akureyri de la región de Norðurland Eystra. Su nombre significa literalmente 'fiordo de la isla', refiriéndose a la cercana isla de Hrísey.

## Territorio
El fiordo es largo y estrecho, y mide cerca de 60 kilómetros desde el fondo hasta el mar. Tiene un máximo de 25 kilómetros de ancho, entre Siglunes e Gjögurtá en el extremo norte, aunque por lo general se mantiene en el rango de los 6 a los 10 kilómetros. Presenta dos pequeñas ramificaciones, a su vez fiordos, en el lado occidental: Ólafsfjörður y Héðinsfjörður.
El fiordo comprende colinas y montañas a ambos lados, aunque las elevaciones son sensiblemente más altas del lado occidental, en la península de Tröllaskagi. En la parte más externa del fiordo las colinas se interrumpen bruscamente en el mar. El desnivel es mayor al sur, especialmente en el margen occidental.
Muchos valles parten de Eyjafjörður, la mayoría en el margen occidental, de los cuales los principales son Hörgárdalur y Svarfaðardalur. Dalsmynni es el único valle en el lado oriental. El mayor, que lleva el mismo nombre del fiordo, parte del extremo sur del Eyjafjörður y alberga una de las regiones agrícolas más grandes de Islandia.
Entre los ríos que desembocan en el Eyjafjörður se encuentran el Eyjafjarðará, el Fnjóská y el Hörgá.
La isla de Hrísey, situada en el medio de Eyjafjörður, es la segunda a escala nacional, y se la conoce como 'Perla de Eyjafjörður'.

## Población
Eyjafjörður es la segunda región más poblada de Islandia, después de Reikiavik al suroeste. La población total de la región era de 21.536 habitantes en 2003 (sin tener en cuenta a la vecina Siglufjörður y la isla Grímsey, con frecuencia asociadas con Eyjafjörður, pero geográficamente separadas).
La ciudad principal es Akureyri. Otros asentamientos son: Dalvík, Ólafsfjörður, Hrísey, Árskógssandur, Hauganes, Hjalteyri, Hrafnagil, Svalbarðseyri y Grenivík. La mayoría vive sobre todo de la pesca y de la agricultura, con la excepción de Akureyri, que ofrece varios servicios y cuenta con una universidad.

## Galería

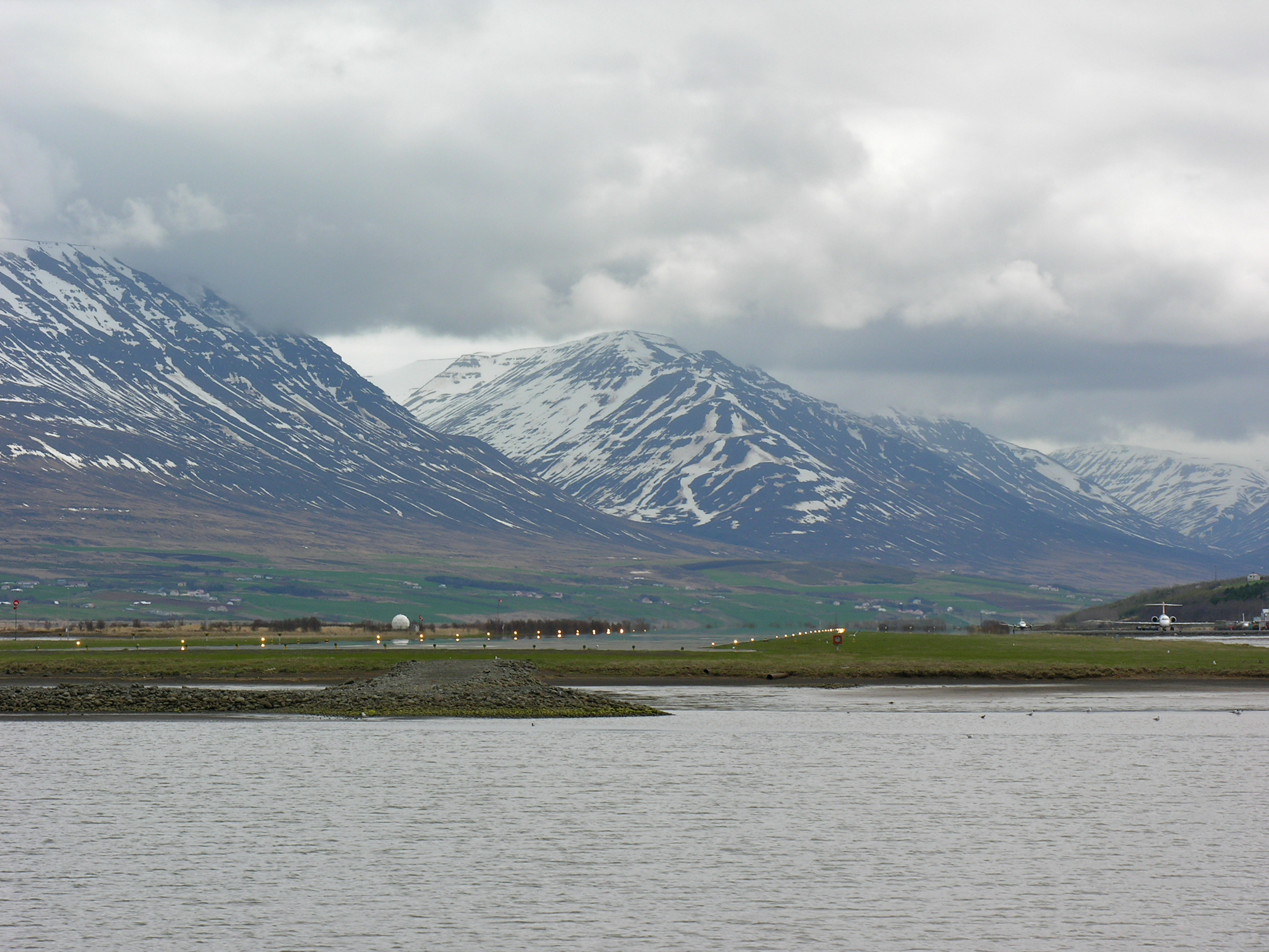
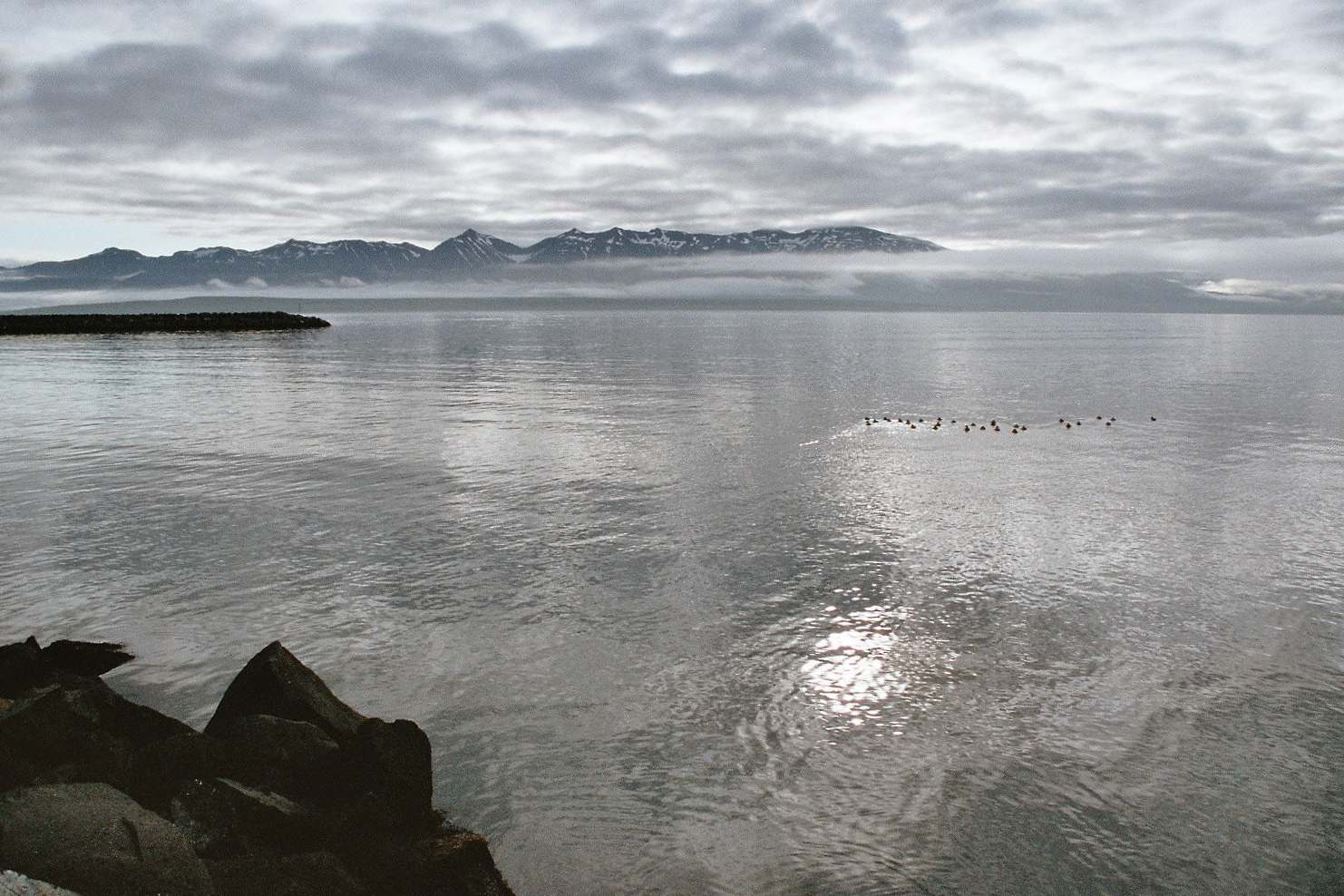
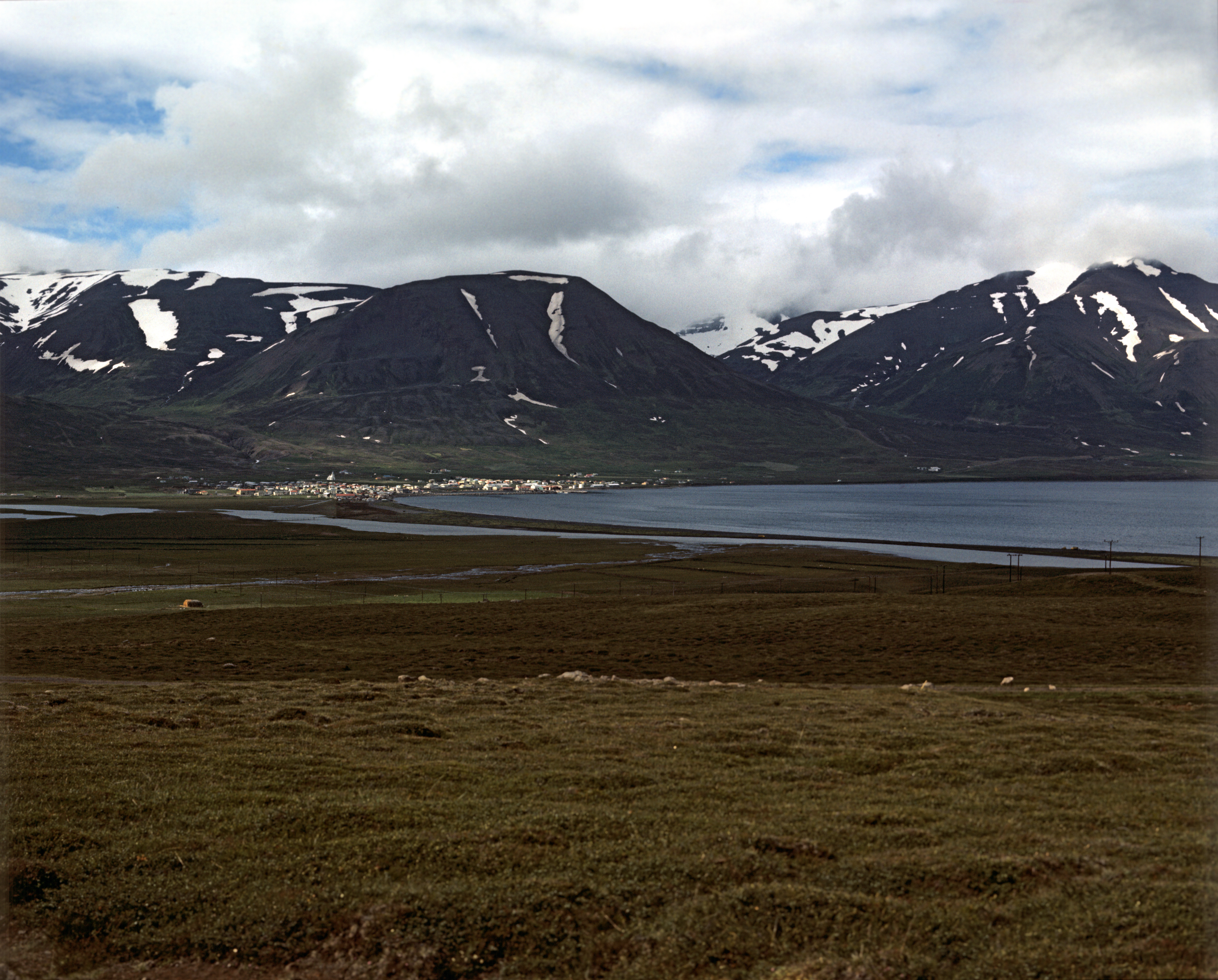